# عنصر قانونی جرم
در حقوق کیفری عمومی، عنصر قانونی جرم به این معناست که تنها فعل یا ترک فعلی جرم محسوب می‌شود که در قانون برای آن مجازاتی در نظر گرفته شده باشد، یا به عبارتی قانون آن را جرم محسوب نموده و برای آن مجازاتی معین کرده باشد. این اصل «اصل قانونی بودن جرایم و مجازات‌ها» نامیده می‌شود؛ بنابراین هیچ جرمی وجود ندارد، مگر آنکه قانون آن را بیان کرده باشد.
به این ترتیب این اصل تعیین مجازات از سوی اشخاص و سازمان‌ها و نهادهای دولتی و انتظامی را بی‌اعتبار می‌داند. در ایران اما اصل ۱۶۷ قانون اساسی و عرف موجود باعث شده‌است که در مورد رعایت این اصل تردید باشد.

## نتایج عنصر قانونی جرم

### عطف به‌ماسبق نشدن قوانین کیفری
عطف به‌ماسبق نشدن قوانین کیفری یا «اجرای قوانین جزایی در زمان» به این معناست که اصولاً قانون ناظر بر آینده است و به اعمال انجام‌شده در گذشته بار نمی‌شود؛ بنابراین هیچ فعل یا ترک فعلی به استناد قانونی که پس از آن وضع شده و آن را جرم شناخته‌است، جرم محسوب نمی‌شود.
این اصل در اکثر مکاتب حقوق جزای عرفی پذیرفته شده‌است. در ایران مطابق اصل ۱۶۹ قانون اساسی جمهوری اسلامی قوانین کیفری عطف به به ما سبق نمی‌شوند.

### تفسیر مضیق قوانین کیفری
تفسیر مضیق قوانین جزایی به این معنا است که تعیین هر جرمی به‌طور صریح امکان تفسیر دلخواه قوانین جزایی را محدود می‌کند.

## زوال عنصر قانونی
اعمال غیرمشروع در صورت وجود شرایطی جرم محسوب نمی‌شوند. این علل رافع مسئولیت جزایی در حقوق جزایی عمومی ایران عبارتند از:
دفاع مشروع
اضطرار
رضایت مجنی‌علیه
دستور قانون
عملیات جراحی و درمانی
تأدیب و تربیت کودکان